# Arthur Dove
Pour les articles homonymes, voir Dove.
Arthur Garfield Dove (1880-1946) est un peintre et photographe américain. Pionnier de l'abstraction, il expose des œuvres non-figuratives vers 1911.

## Collections permanentes

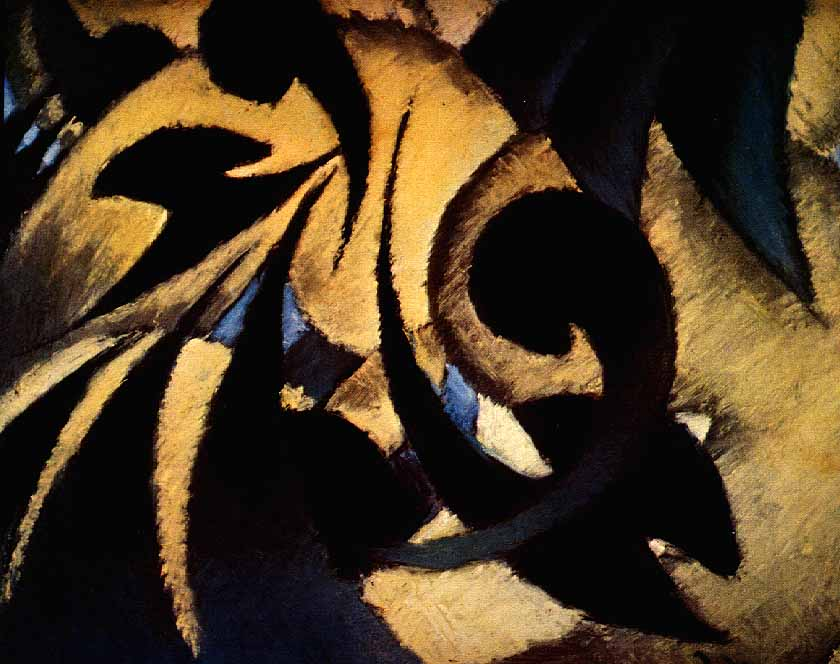
Arthur Dove, Nature Symbolized No.2,, vers 1911, pastel, Art Institute of Chicago, lequel fut à Paris entre 1907 et 1909, exposant avec les fauves.

- The Phillips Collection, Washington[2] :
  - Waterfall, 1925.
  - Golden Storm, 1925.
  - Sand Barge, 1930.
  - Snow Thaw, 1930.
  - Barn Next Door, 1934.
  - Lake Afternoon, 1935.
  - Morning Su, 1935.
  - Me and the Moon, 1937.
  - Barn and Haystack, 1938.
  - Flour Mill II, 1938.
  - Red, White and Green, 1940.
  - Pozzuoli Red, 1941.
  - R 25-A, 1942.
  - Rain or Snow, 1943.
  - Flight, 1943.
  - Indian One, 1943.
  - Primitive Music, 1944.
- Metropolitan Museum of Art, New York :
  - Nature Symbolized, vers 1911-1912, fusain[3].
  - Portrait of Ralph Dusenberry, 1924.
  - Portrait of Alfred Stieglitz 1925.
- Art Institute of Chicago, Chicago[4] :
  - Nature Symbolized no 2, vers 1911, pastel sur papier sur isorel.
- Columbus Museum of Art, Columbus (Ohio) :
  - Movement No. 1, 1911, pastel sur toile[5].
  - Thunderstom, 1921[6].
- Washington National Gallery, Washington[7] :
  - No 4 Creek, vers 1923, fusain.
  - Rain, 1924, brindilles et colle caoutchouc sur métal et verre.
- Musée Thyssen-Bornemisza, Madrid :
  - Orange Grove in California de Irving Berlín, 1927.
  - Mirlo, 1942.
  - U.S., 1940.
- Colorado Springs Fine Arts Center, Colorado Springs :
  - Foghorns, 1929.
- Butler Institute of American Art, Youngstown (Ohio) :
  - Ice and Clouds, 1931.

## Galerie

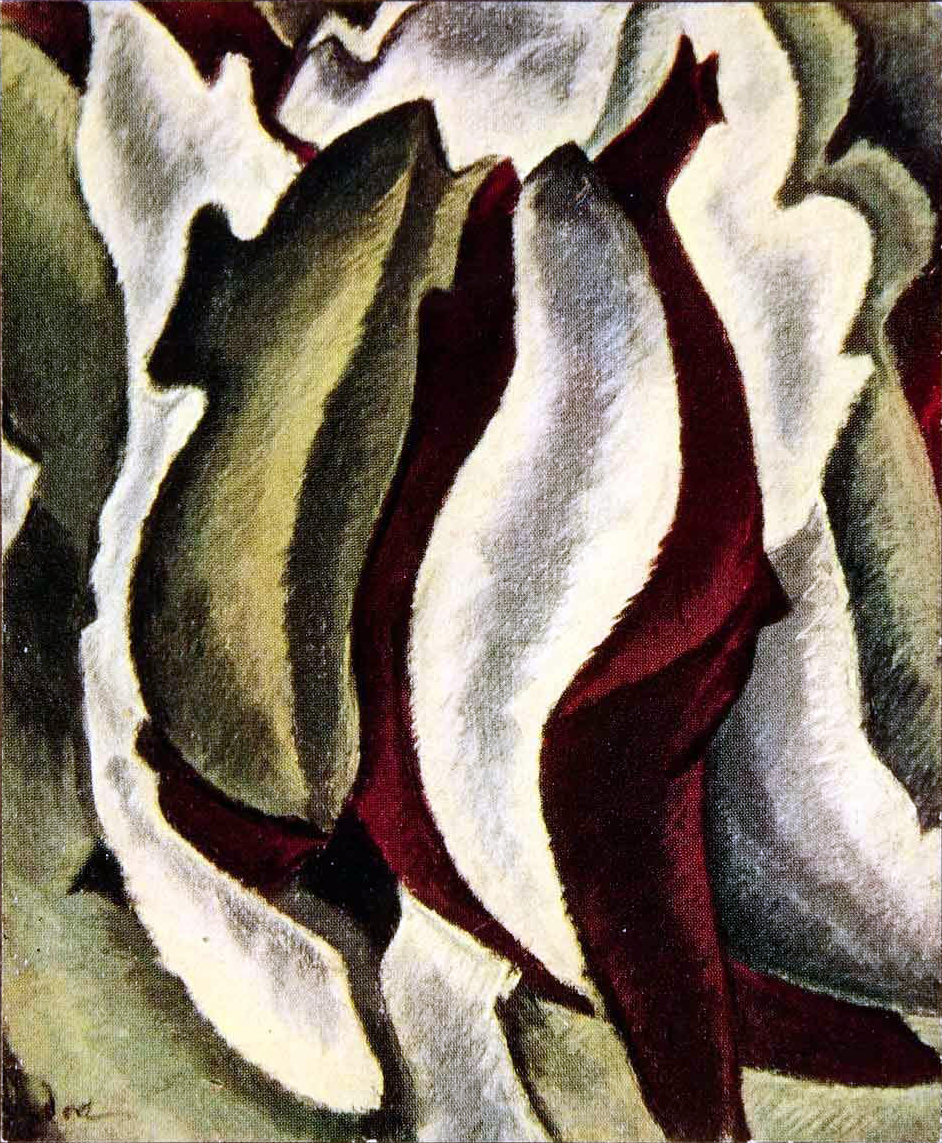
Based on Leaf Forms and Spaces, (1911–12)
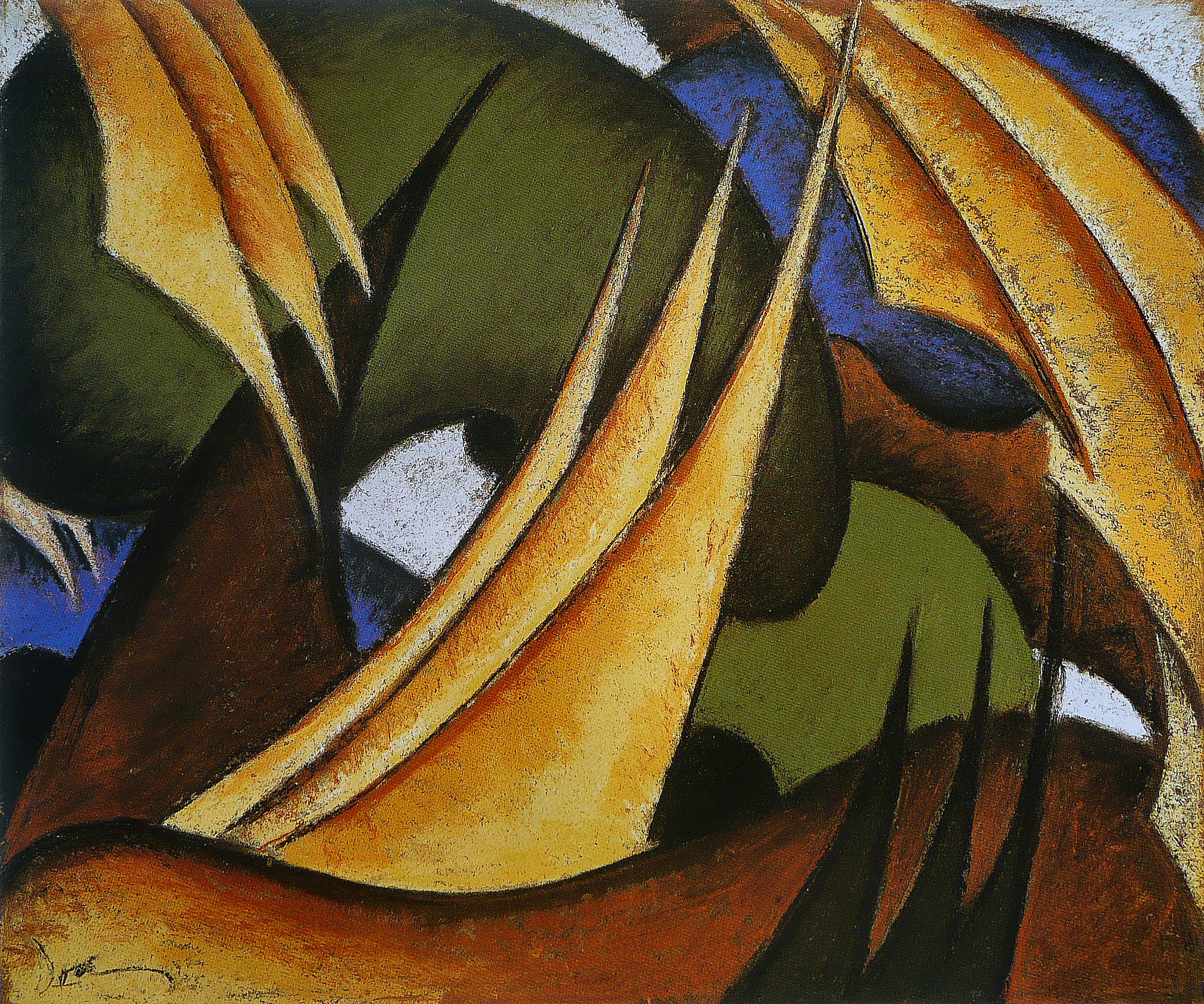
Sails (1912)
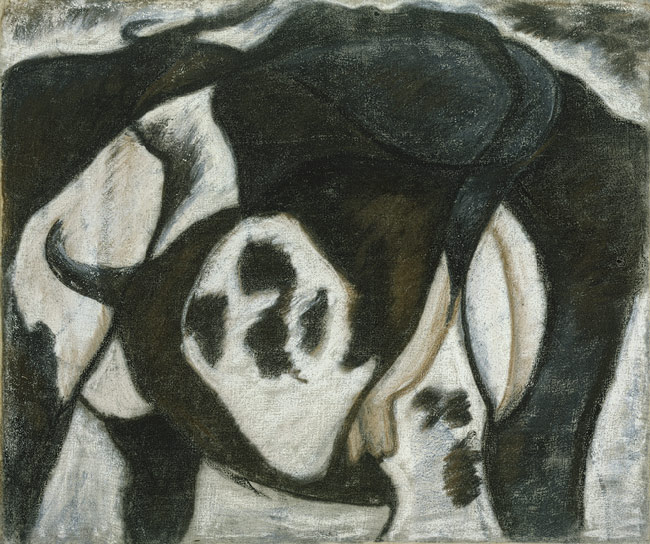
Cow (1914)
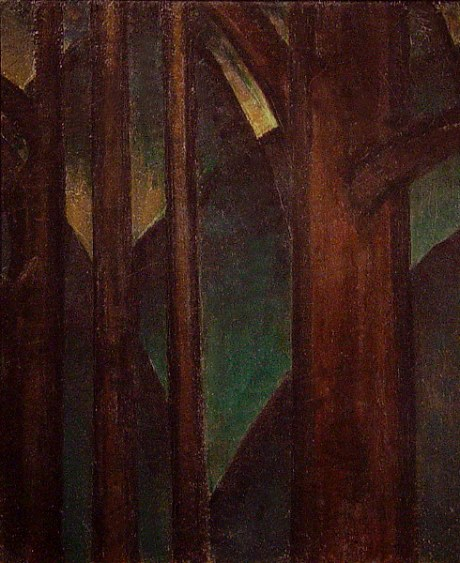
Dark Abstraction (or Woods) (1920)
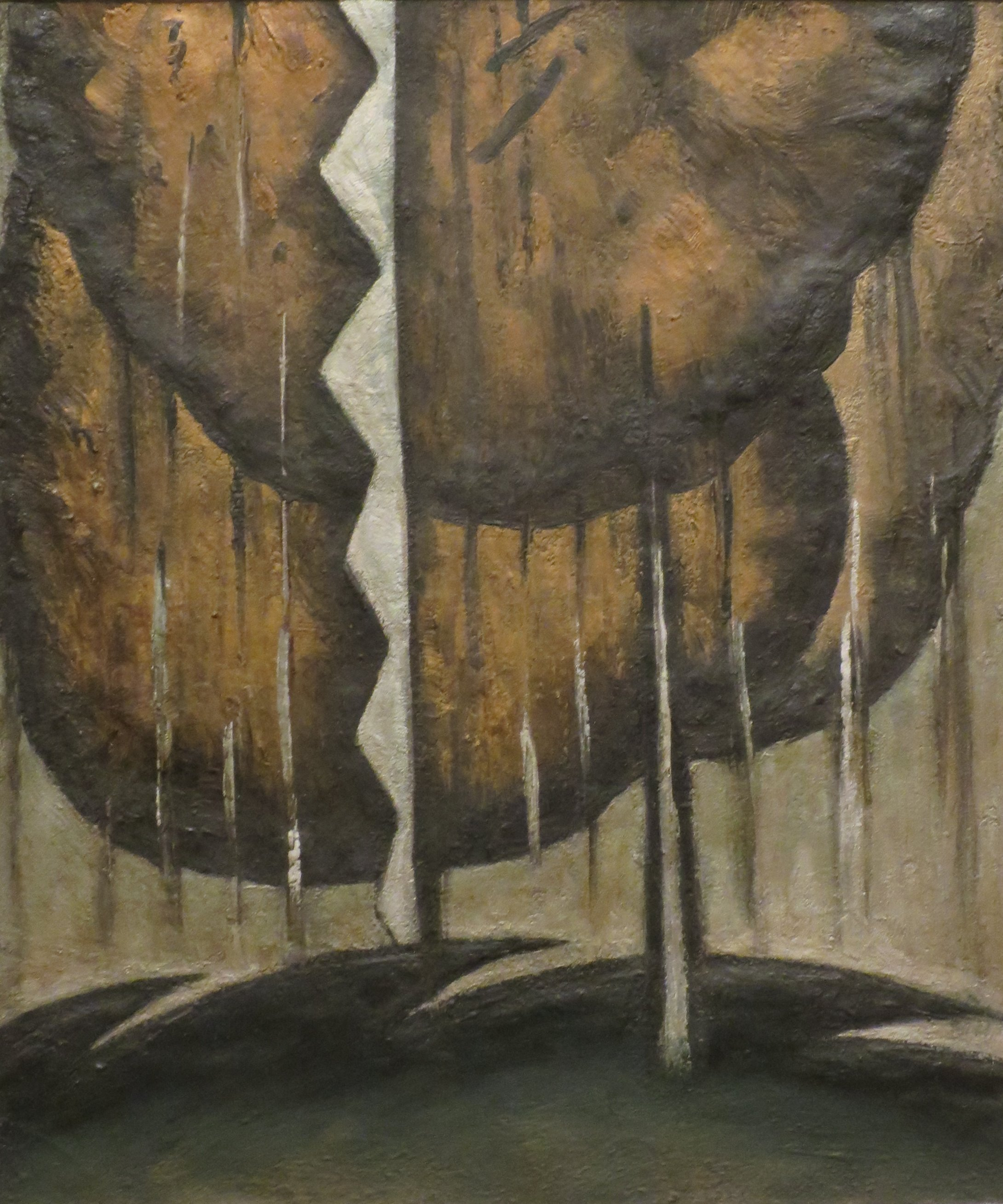
Thunderstorm (1921)
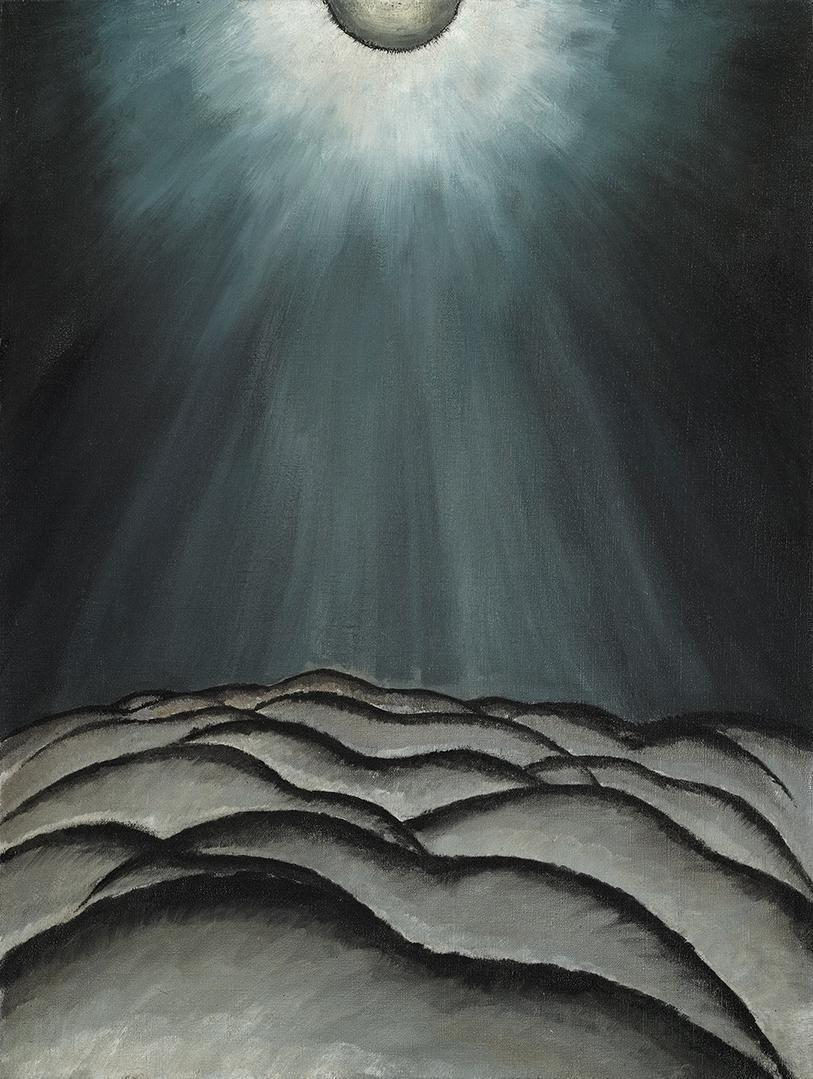
Moon and Sea No. II (1923)
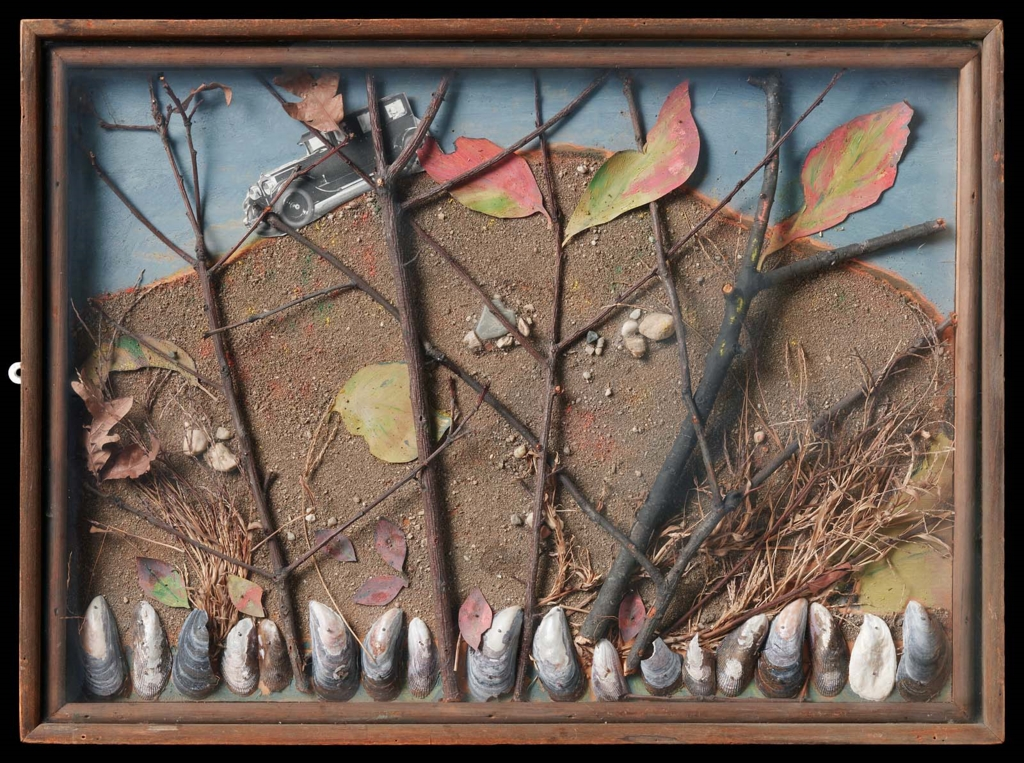
Long Island (1925)
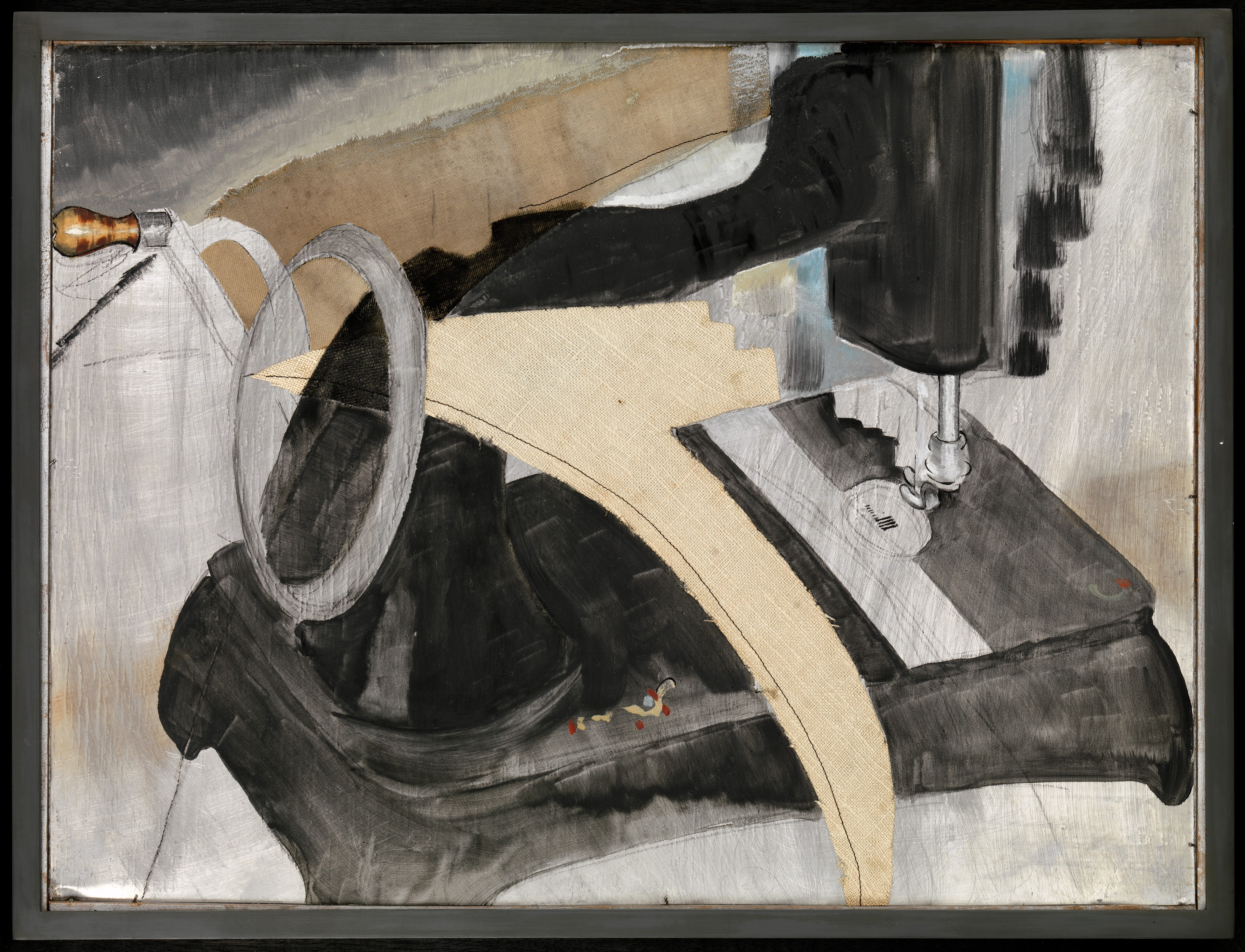
Hand Sewing Machine, (1927)
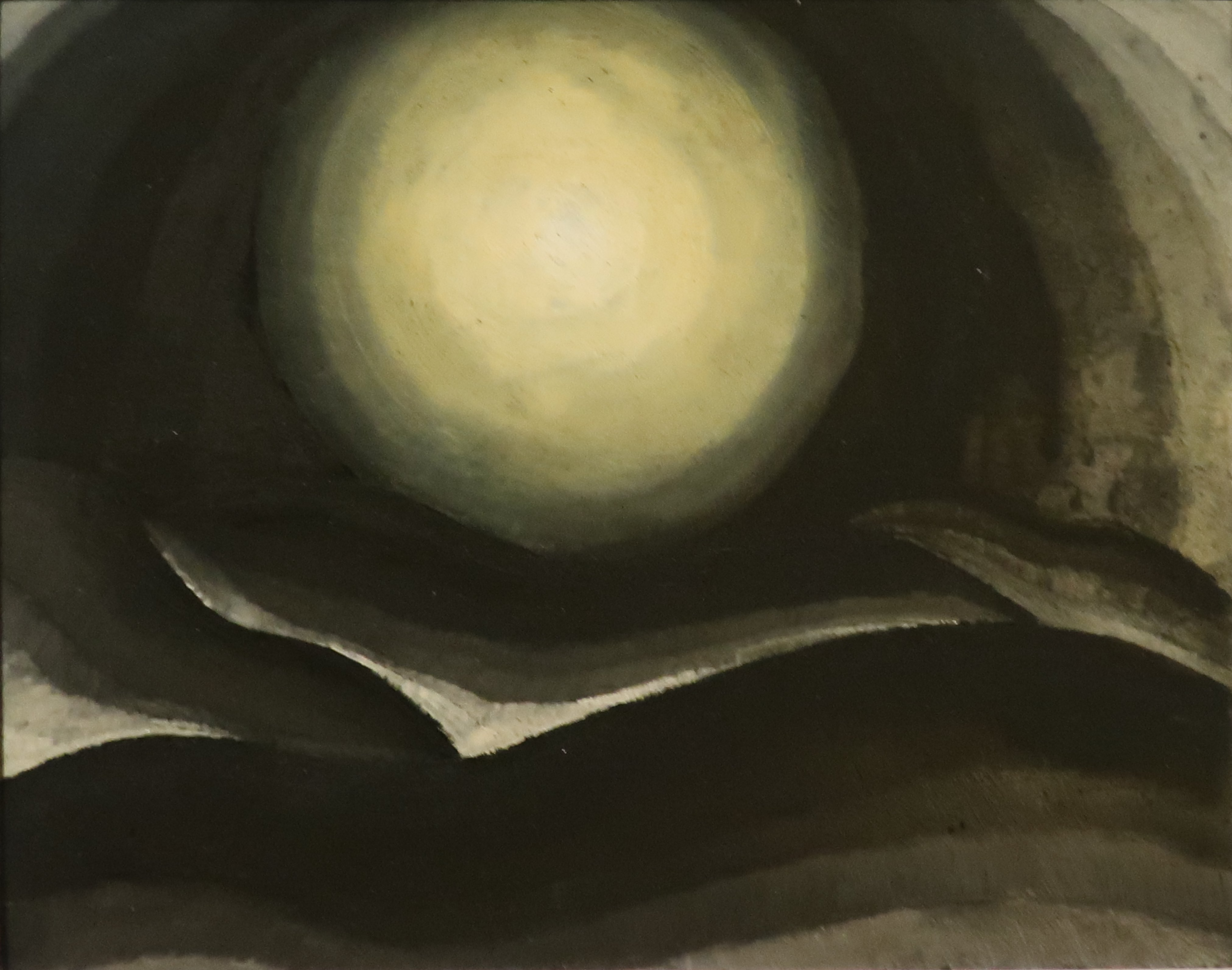
Moon, (1928)
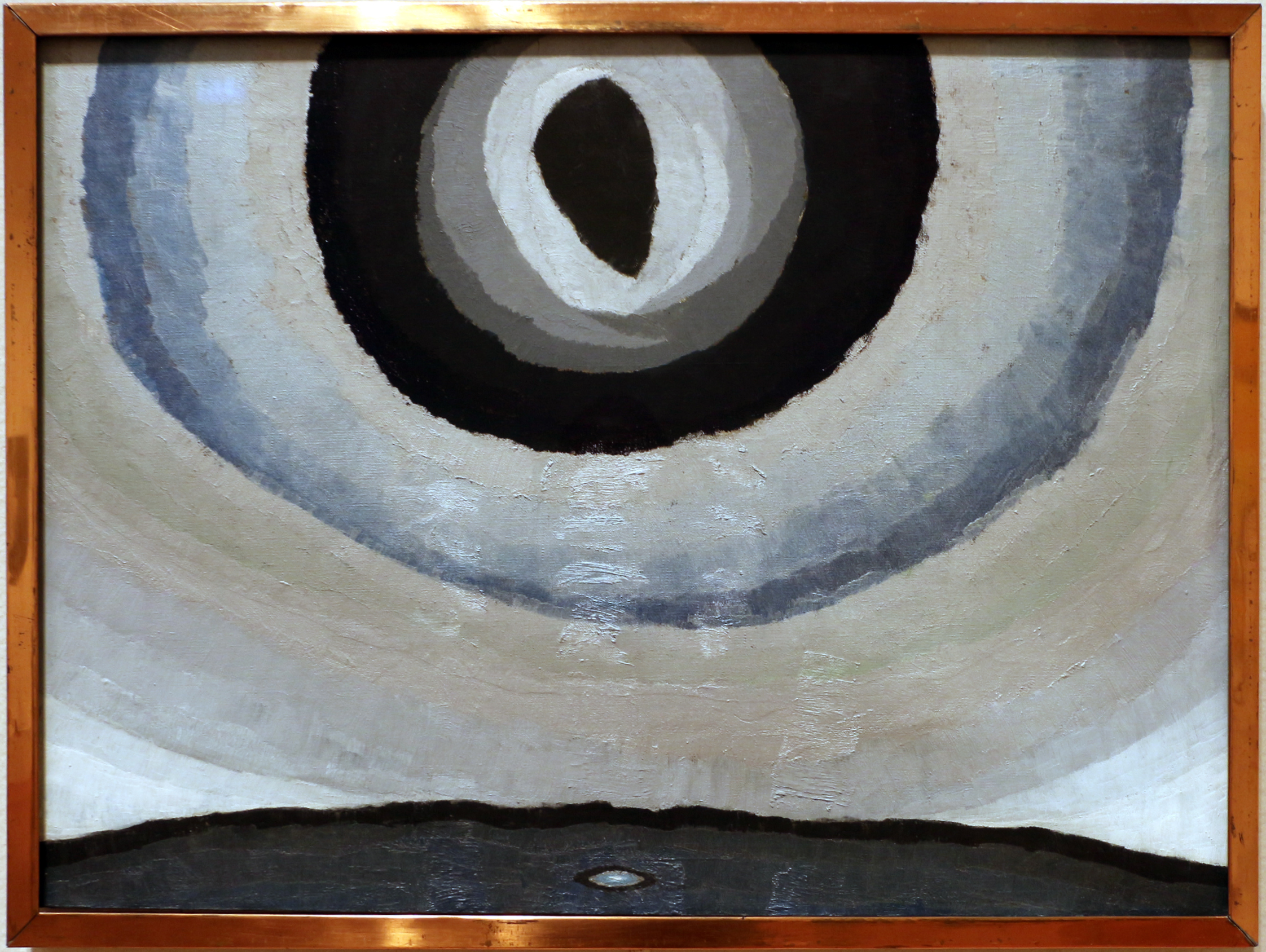
sole d'argento, (1929)
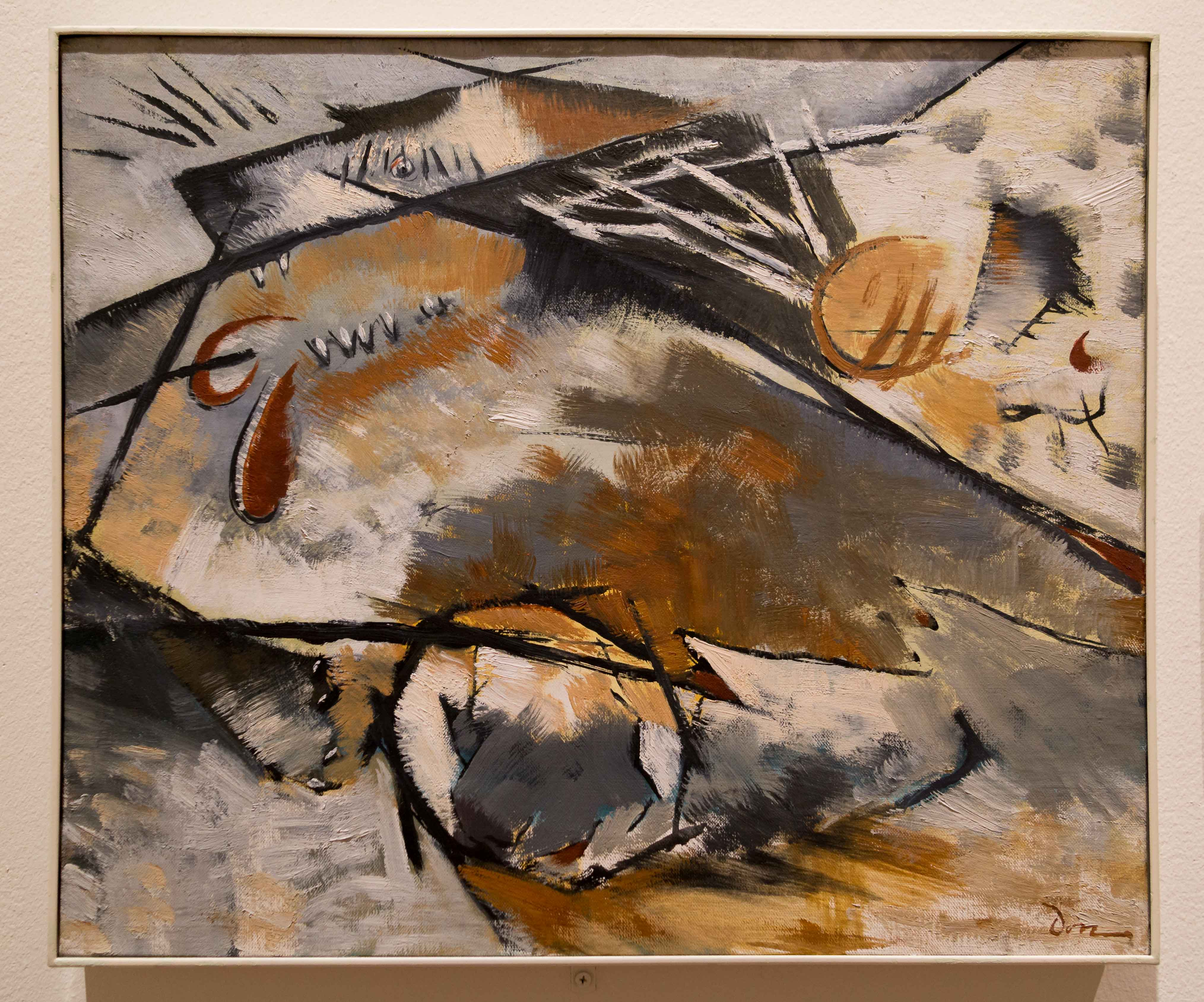
Dogs Chasing Each Other, (1929)
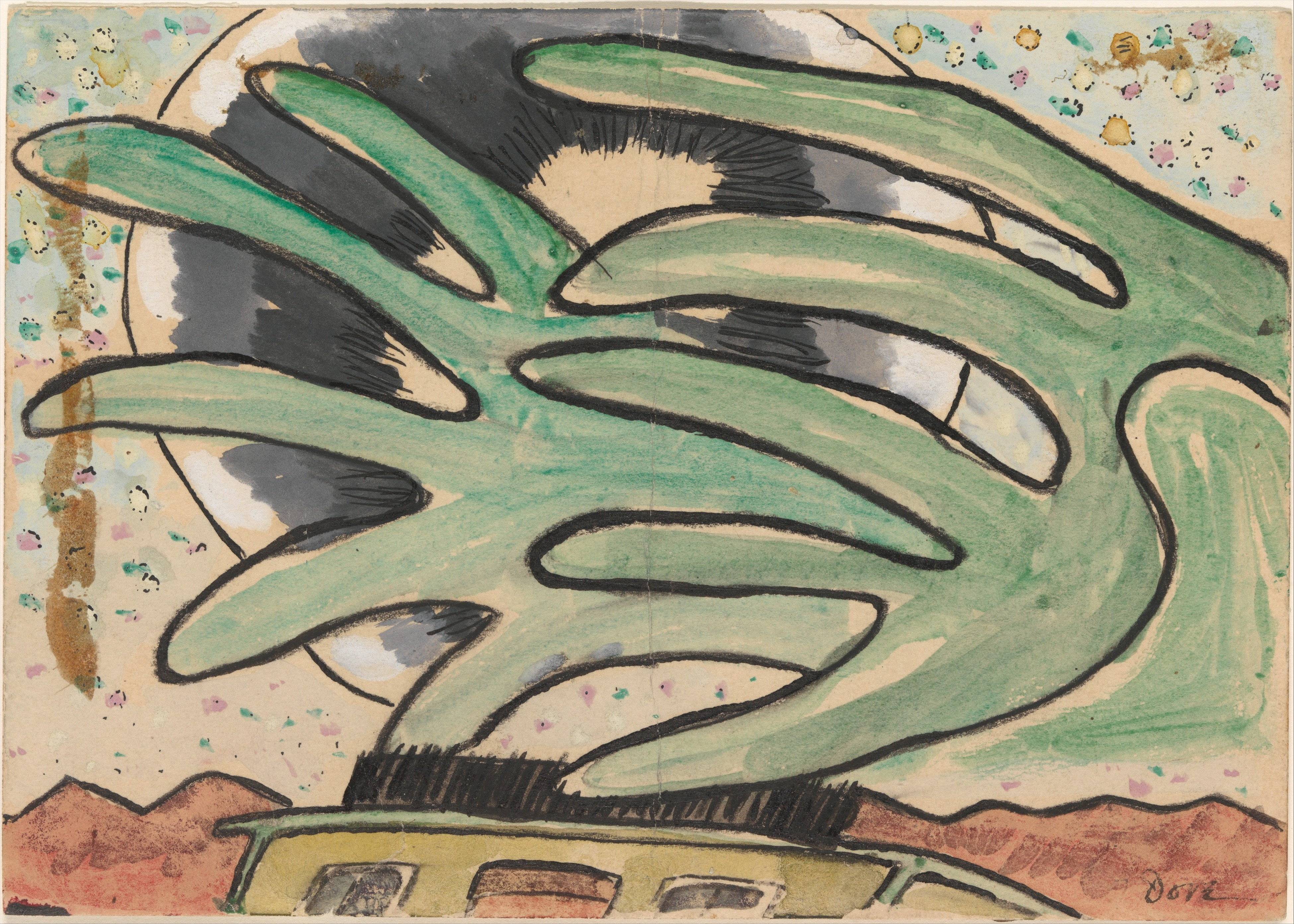
Silver Ball, Barge, and Trees, (1930)
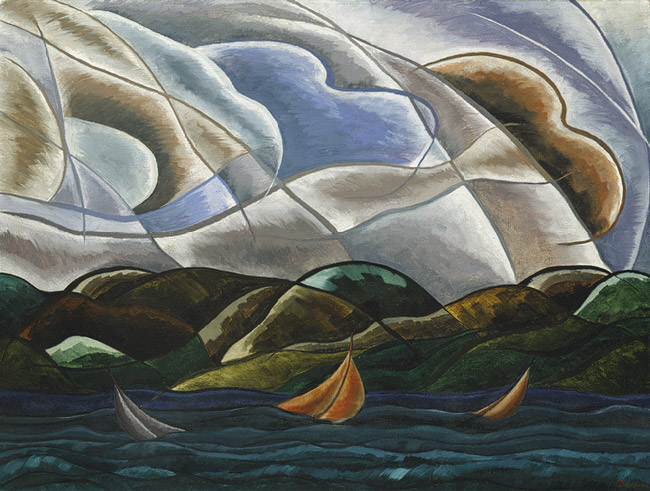
Clouds and Water (1930)
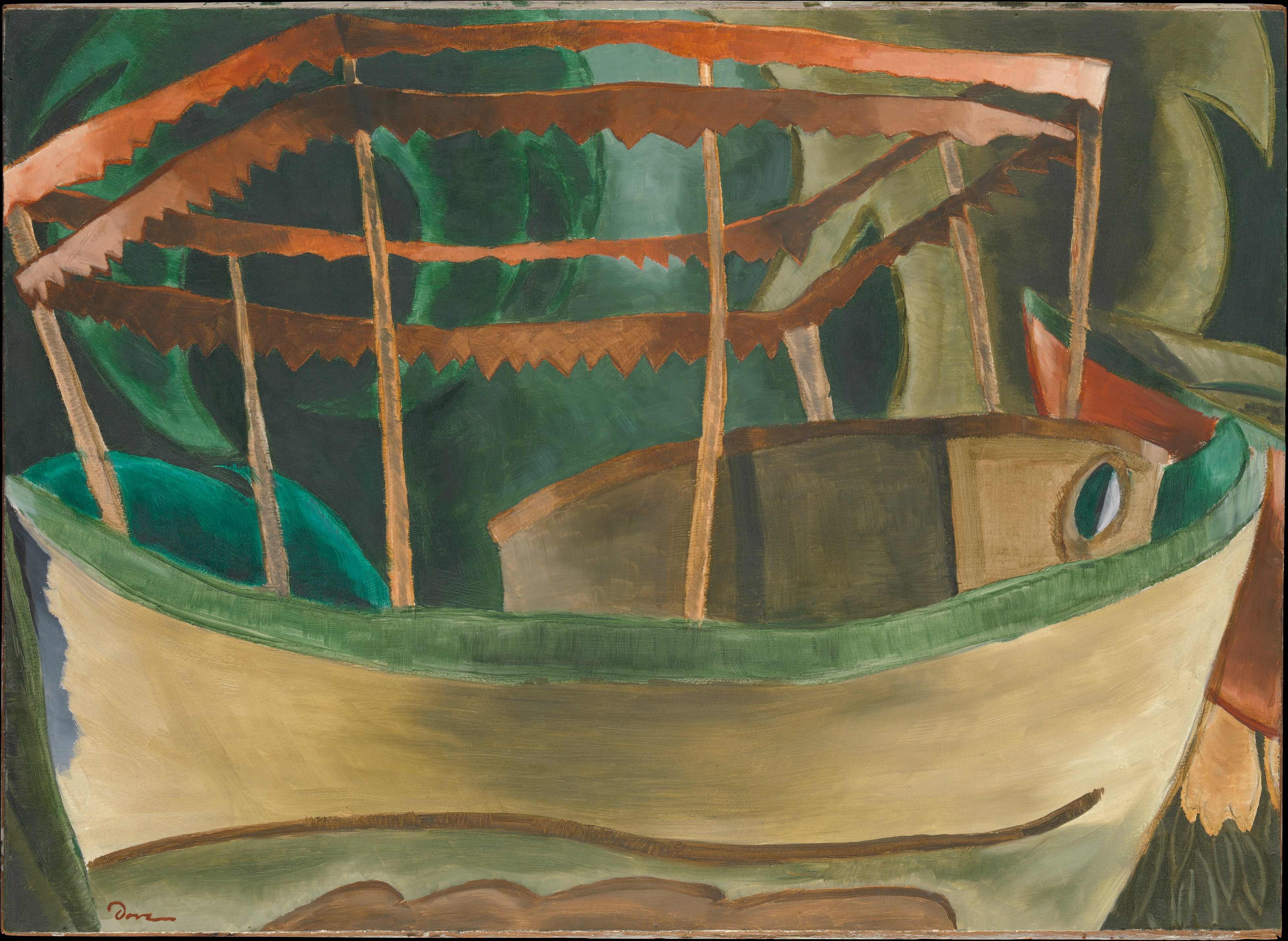
Fishing boat, (1930)
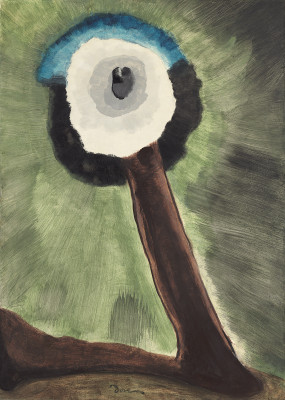
Moon (1935)
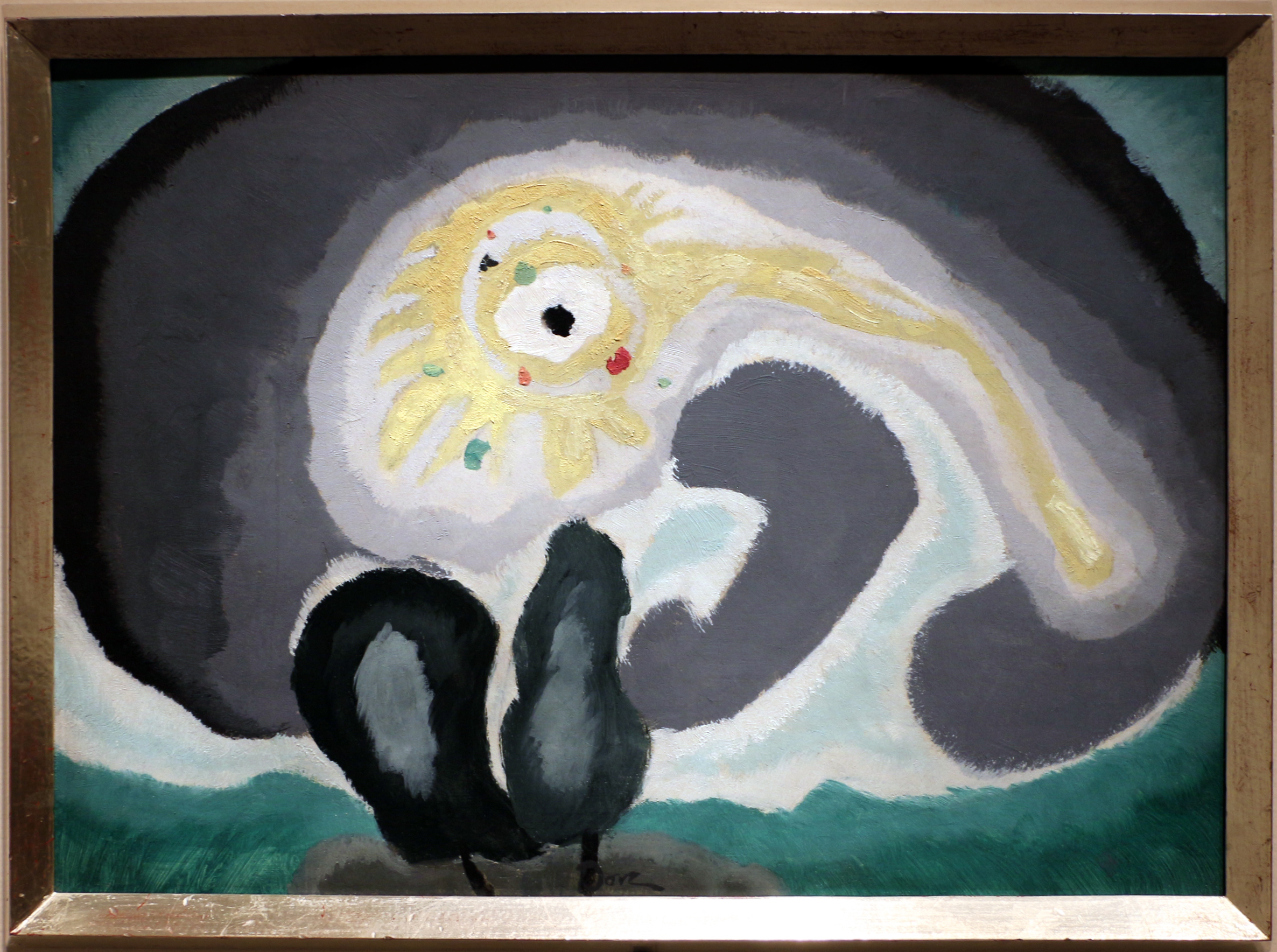
Riflessi, (1935)
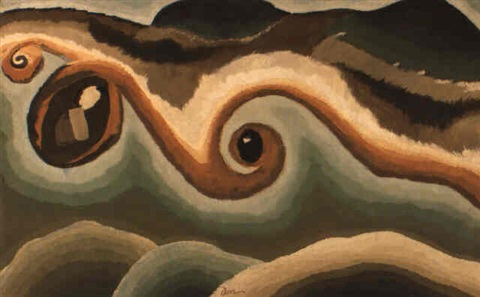
Canandaigua Outlet (1937)
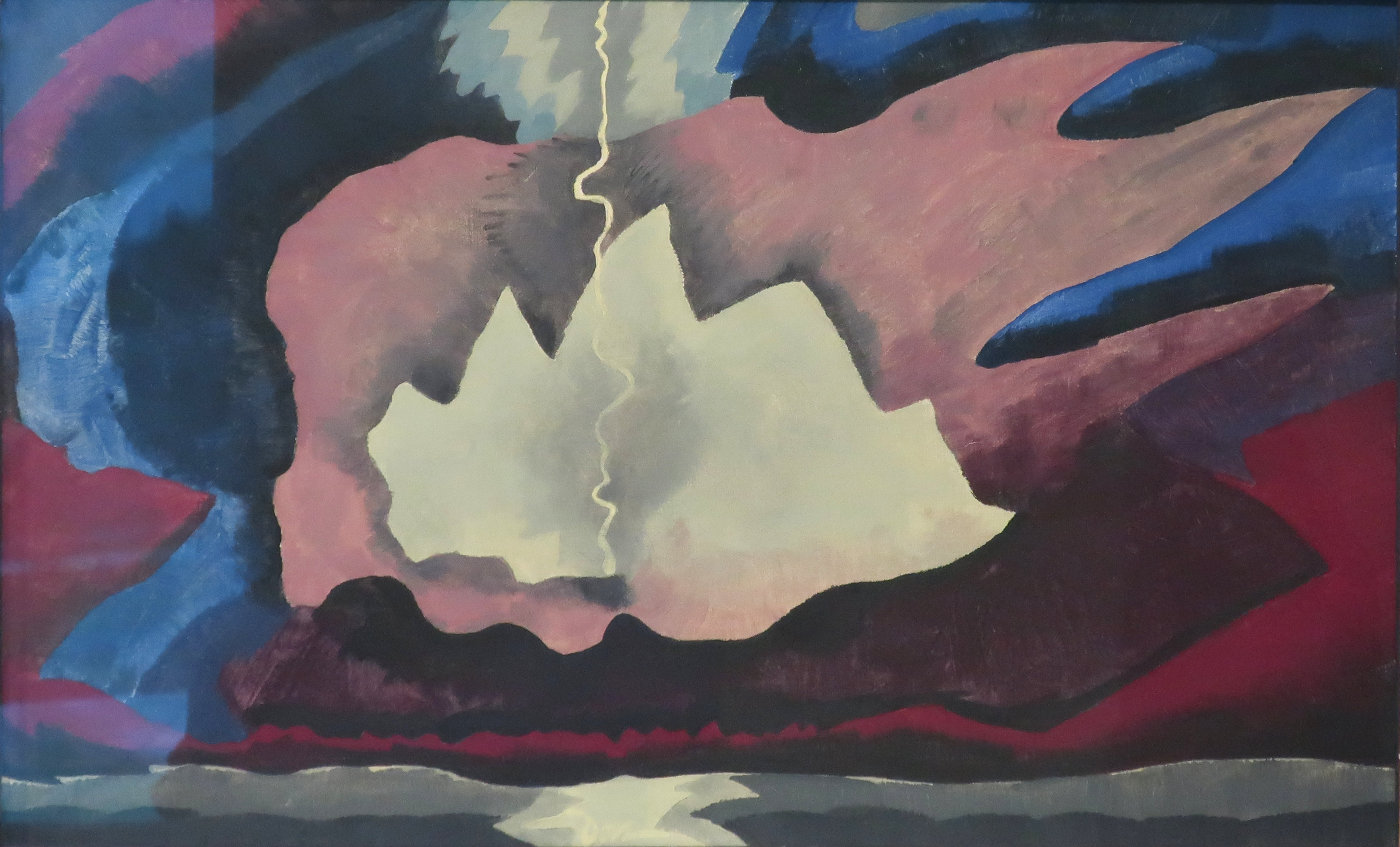
Thunder Shower, (1940)
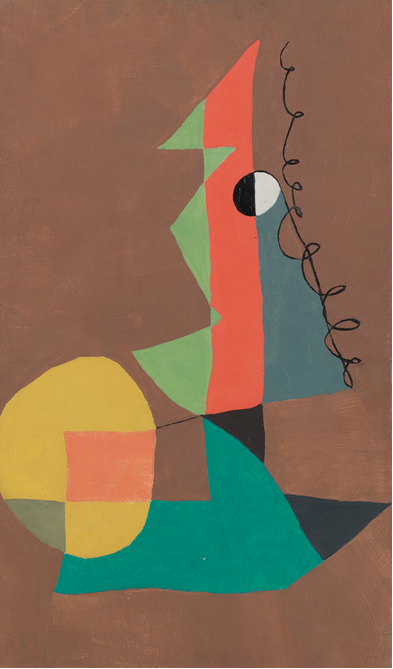
04 Percent, (1942)
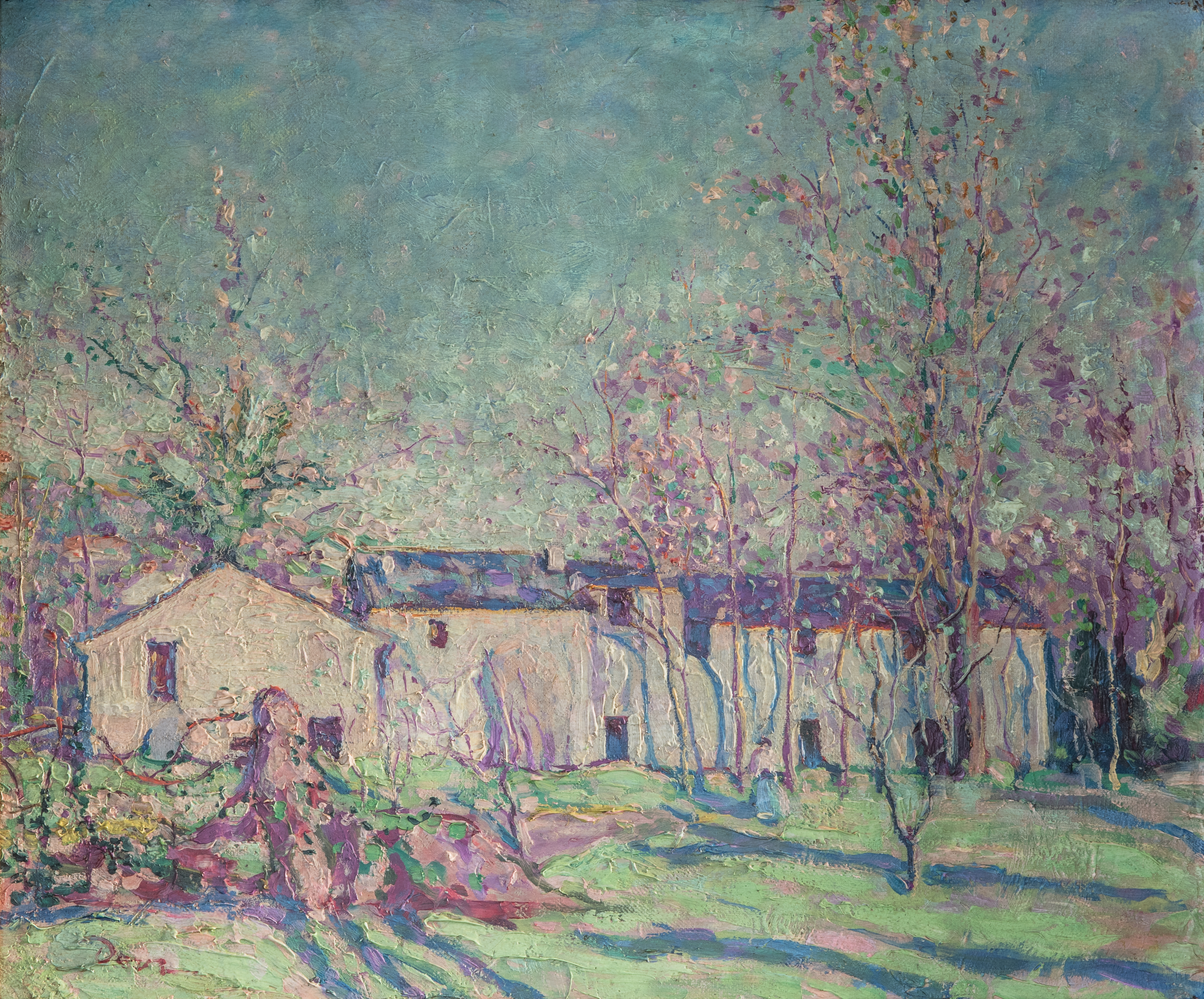
French countryside, by Arthur Dove (1908)
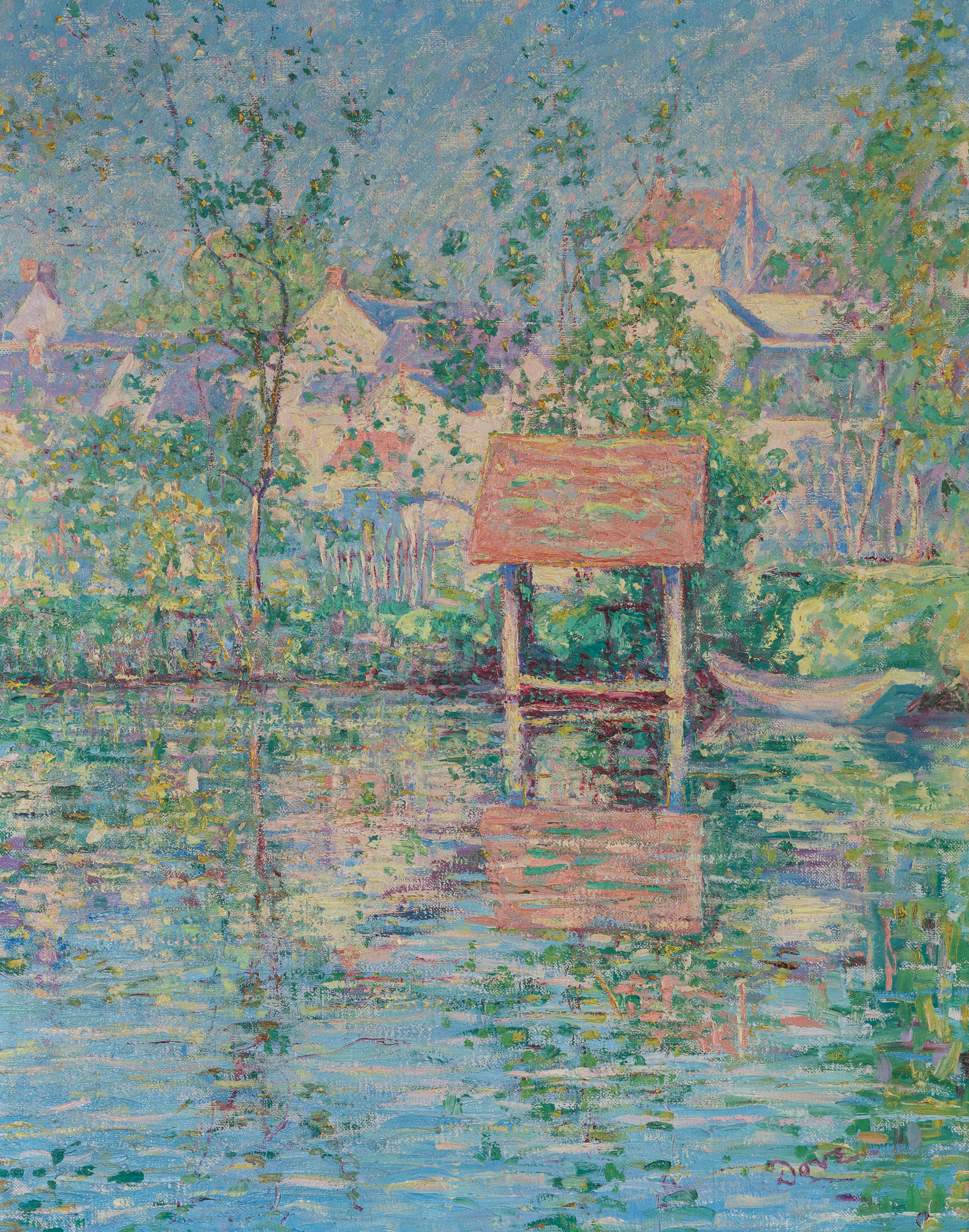
Countryside washhouse France

## Livres
- D. Newman: Arthur Dove and Duncan Phillips, Artist and Patron. George Braziller Inc., 1981  (ISBN 0-8076-1019-4).
- Debra Bricker Balken Arthur Dove: A Retrospective. MIT Press, 1997  (ISBN 0-262-02433-0).
- Melanie Kirschner: Arthur Dove: Watercolors and Pastels. George Braziller Inc., 1999  (ISBN 0-8076-1447-5).
- Debra Bricker Balken Arthur Dove: A Catalogue Raisonne of Paintings and Things. Yale University Press, 2021  (ISBN 0-3002-5165-3).